# 826
| [ Edytuj tabelę ]          |                                                |
| Król Anglii                | - 825 Egbert 839                               |
| Hrabia Aragonii            | - 809 Aznar I 839                              |
| Król Asturii               | - 791 Alfons II 842                            |
| Hrabia Barcelony           | - 820 Rampó 826 - 826 Bernard 832              |
| Cesarz Bizancjum           | - 820 Michał II Amoryjczyk 829                 |
| Chan Bułgarii              | - 814 Omurtag 831                              |
| Cesarz Chin                | - 824 Tang Jingzong 826 - 826 Tang Wenzong 840 |
| Król Franków wschodnich    | - 814 Ludwik I Pobożny 840                     |
| Cesarz Japonii             | - 823 Junna 833                                |
| Władca Jutlandii           | - 812 Harald Klak 827                          |
| Kalif                      | - 813 Al-Mamun 833                             |
| Król Khmerów               | - 802 Dżajawarman II 850                       |
| Patriarcha Konstantynopola | - 821 Antoni I Kassimates 836                  |
| Król Mercji                | - 825 Ludeca 827                               |
| Król Nawarry               | - 824 Inigo Arista 851                         |
| Król Nortumbrii            | - 808 Eanred 840                               |
| Książę Obodrzyców          | - 819 Czedróg 826 - 826 Gostomysł 844          |
| Papież                     | - 824 Eugeniusz II 827                         |
| Cesarz rzymski             | - 814 Ludwik I Pobożny 840 - 817 Lotar I 855   |
| Doża Wenecji               | - 809 Angelo Partecipazio 827                  |
| Książę wielkomorawski      | - 820 Mojmir I 846                             |

Rok 826 / DCCCXXVI
stulecia: VIII wiek ~
IX wiek ~
X wiek

lata: 816 «
821 «
822 «
823 «
824 «
825 «
826
» 827
» 828
» 829
» 830
» 831
» 836

## Wydarzenia
Europa
- Przebywający we frankijskim cesarstwie Harald Klak przyjął chrześcijaństwo jako pierwszy król skandynawski.

Azja
- Otwarto świątynię buddyjską  Kaesim sa na górze Ch’ilbo-san.

## Zmarli
- 11 listopada – Teodor Studyta, święty katolicki i prawosławny (ur. 758)
- Vô Ngôn Thông, chińsko-wietnamski mistrz thiền, założyciel szkoły vô ngôn thông (ur. 759)